# Saint-Lager-Bressac
Saint-Lager-Bressac – miejscowość i gmina we Francji, w regionie Owernia-Rodan-Alpy, w departamencie Ardèche.
Według danych na rok 1990 gminę zamieszkiwało 569 osób, a gęstość zaludnienia wynosiła 37 osób/km² (wśród 2880 gmin regionu Rodan-Alpy Saint-Lager-Bressac plasuje się na 1084. miejscu pod względem liczby ludności, natomiast pod względem powierzchni na miejscu 748.).